# Annona glabra
Annona glabra L., 1753 è un piccolo albero della famiglia delle Annonacee.

## Descrizione
Annona glabra è un albero che può raggiungere un'altezza di 15 m, con foglie, da ovate a ellittiche, lunghe 5–15 cm e larghe 6–8 cm.

I fiori, di colore dal bianco crema al giallo chiaro, hanno 3 petali esterni coriacei e 3 petali interni di dimensioni minori, più chiari e con base rossastra.

Il frutto, sferico-ovoidale, delle dimensioni di una mela, è inizialmente di colore verde e diviene giallo a maturazione.
Il numero cromosomico di Annona glabra è 2 n =28.

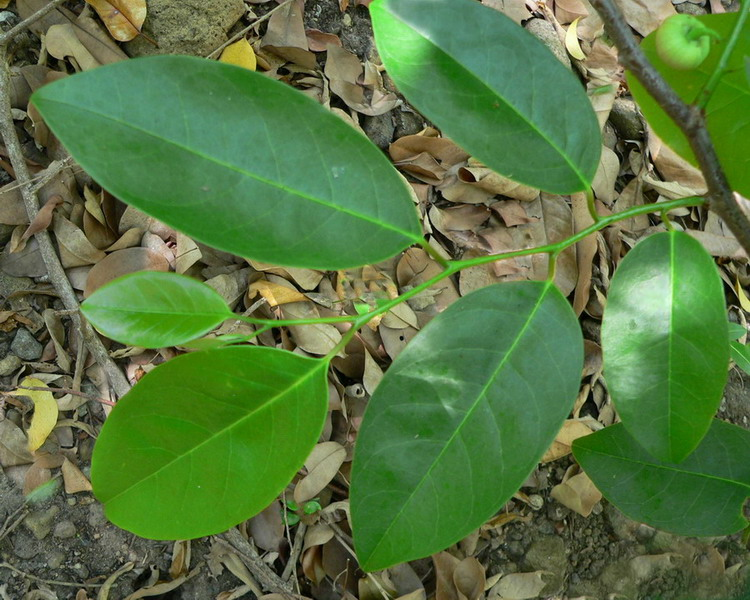
Foglie
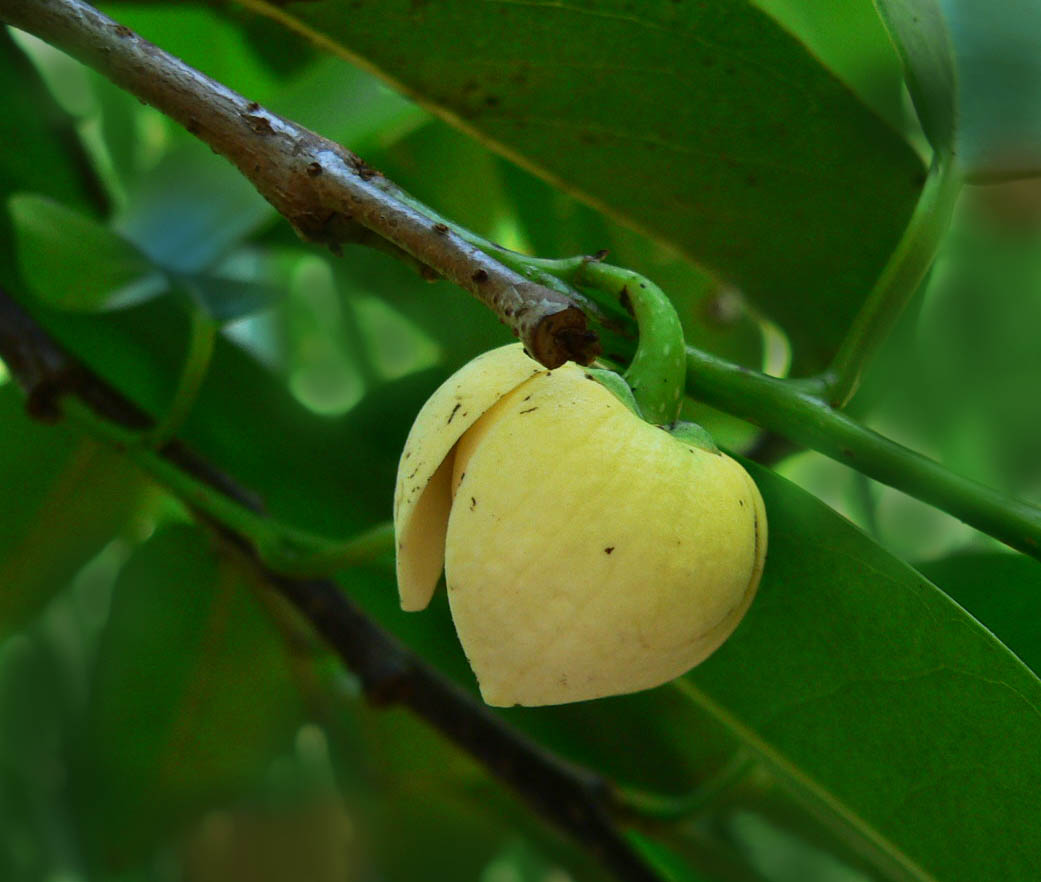
Fiore
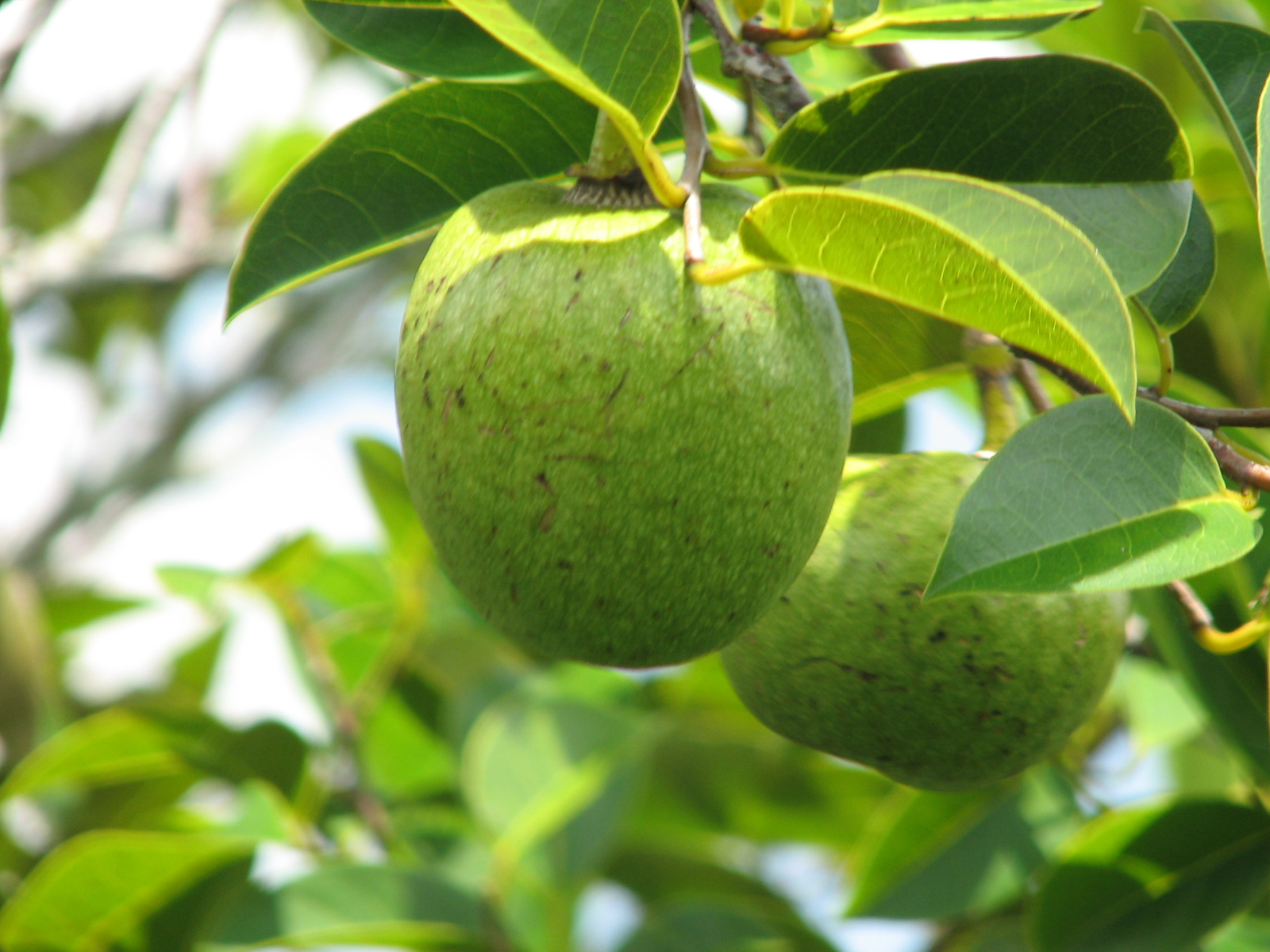
Frutto
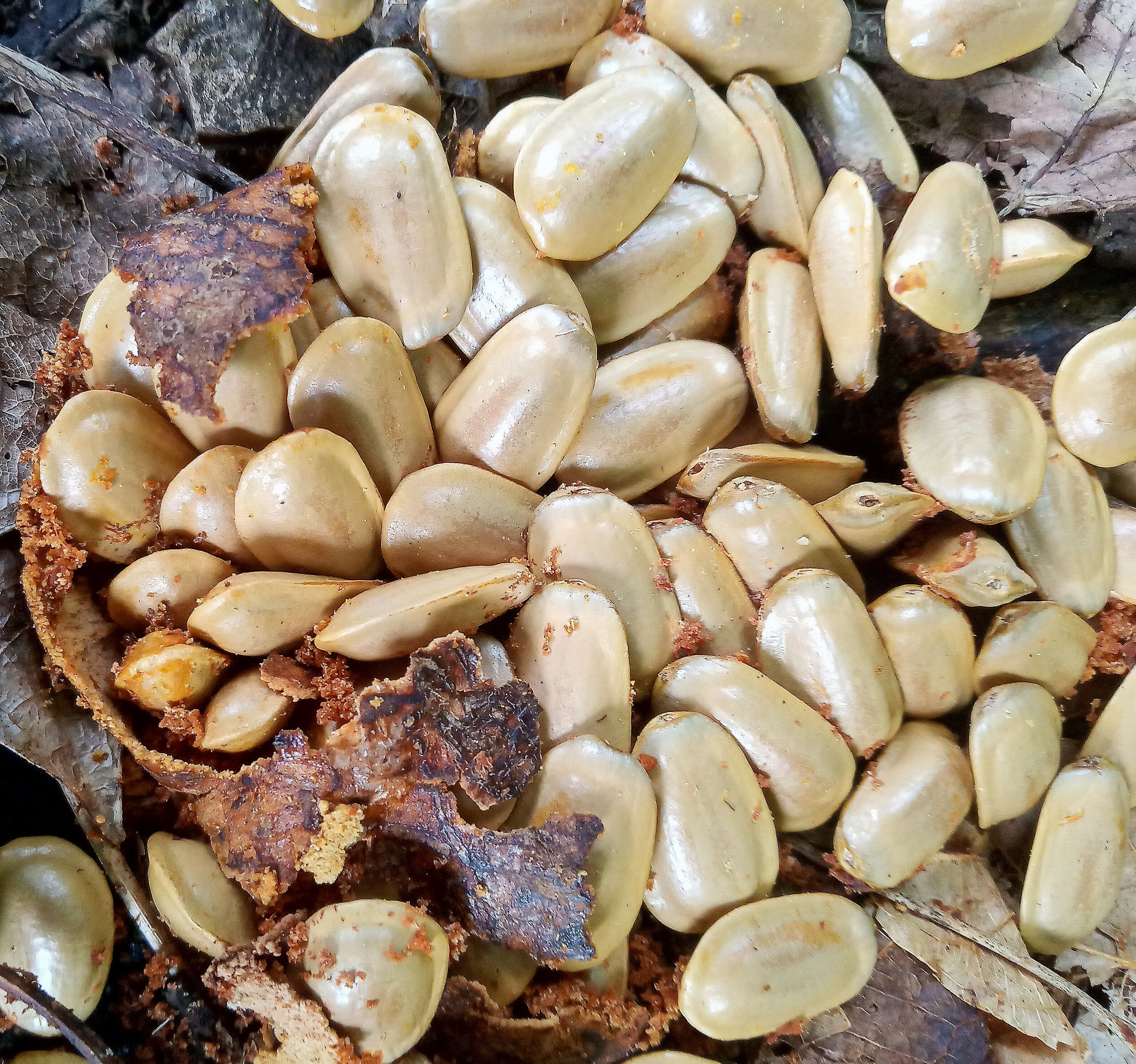
Semi

## Biologia
Annona glabra è la pianta nutrice di diverse specie di lepidotteri tra cui Diacrisia jussieuae (Arctiidae), Orthonama obstipata, Oxydia vesulia (Geometridae), Gonodonta clothilda, Gonodonta nutrix, Gonodonta unica, Peridroma saucia (Noctuidae), Eurytides marcellus (Papilionidae), Oiketicus abbotii, Thyridopteryx ephemeraeformis (Psychidae), Cocytius antaeus, Cocytius duponchel (Sphingidae), Argyrotaenia amatana, Argyrotaenia amatana, Tsinilla lineana (Tortricidae).
I suoi frutti galleggianti favoriscono la dispersione dei semi attraverso l'acqua. La presenza della specie lungo le coste dell'Africa occidentale sarebbe dovuta ad un remoto evento di dispersione trans-oceanica per questa via.

## Distribuzione e habitat
L'areale originario di questa specie comprende la Florida, le aree costiere del Messico, l'America centrale e i Caraibi, la parte settentrionale del Sud America (Colombia, Ecuador, Guyana francese, Guyana, Suriname, Venezuela e Brasile) e l'Africa occidentale (Camerun, Gabon, São Tomé e Príncipe, Costa d'Avorio, Gambia, Guinea, Liberia, Nigeria, Senegal e Sierra Leone).

La specie è stata introdotta e si è naturalizzata in Sri Lanka e in Australia ove è considerata una specie invasiva.
Cresce in ambienti paludosi, con una buona adattabilità alle acque salmastre.

## Proprietà
Le foglie, i frutti e i semi di Annona glabra sono utilizzati nella medicina popolare per curare varie malattie.

Estratti alcolici di A. glabra hanno dimostrato di avere proprietà antitumorali in studi condotti su linee cellulari umane di leucemia.